# ولیکی جونوک
ولیکی جونوک (به لاتین: Veliki Jovanovac}} یک عوارض جغرافیایی در صربستان است که در Pirot District واقع شده‌است.

## خصوصیات
ولیکی جونوک ۳۹۵ نفر جمعیت دارد.